# Jenny Zillhardt

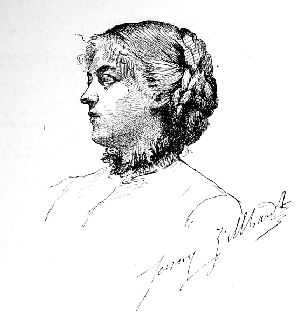
Selbstporträt

Marguerite Valentine „Jenny“ Zillhardt (* 16. März 1857 in Saint-Quentin, Zweites Kaiserreich; † Februar 1939 in Neuilly-sur-Seine, Dritte Französische Republik) war eine französische Malerin, Model und Begleiterin von Louise-Cathérine Breslau. Sie war die Schwester von Madeleine Zillhardt.

## Werdegang
Marguerite Valentine Jenny Zillhardt wurde in Saint-Quentin im Département Aisne in Frankreich zur Zeit des Zweiten Kaiserreichs geboren. Sie studierte ab 1877 an der Académie Julian in Paris Malerei. Sie studierte bei Tony Robert-Fleury. Zu ihren Kommilitonen gehörten Louise-Cathérine Breslau und Marie Bashkirtseff.
Im Jahr 1878 stellte sie zum ersten Mal im Salon de Paris aus. Das gezeigte Werk trug den Titel Deux amis („Zwei Freunde“). Von diesem Zeitpunkt an stellte sie regelmäßig Werke im Salon de Paris aus, die sie dort auch verkaufte.
Zillhardt gehörte zu der Gruppe französischer Künstlerinnen, deren Werke auf der Weltausstellung 1893 in Chicago im Woman’s Building ausgestellt wurden.
Ihre Werke wurden in die Sammlungen des Musée d’Orsay, des Museums von Langres und des Museums von Saint-Quentin aufgenommen.
Im Jahr 1910 wurde sie in den Offiziersrang für öffentliche Bildung (officier de l’instruction publique) ernannt. Im Jahr 1930 wurde ihr der Orden der Ehrenlegion (chevalier de la légion d’honneur) verliehen.
Ihr Gemälde Régalez-vous mesdames wurde vom britischen Kunsthistoriker Walter Shaw Sparrow in seinem Werk Women Painters of the World aufgeführt, welches 1905 erschien.

Werke (Auswahl)
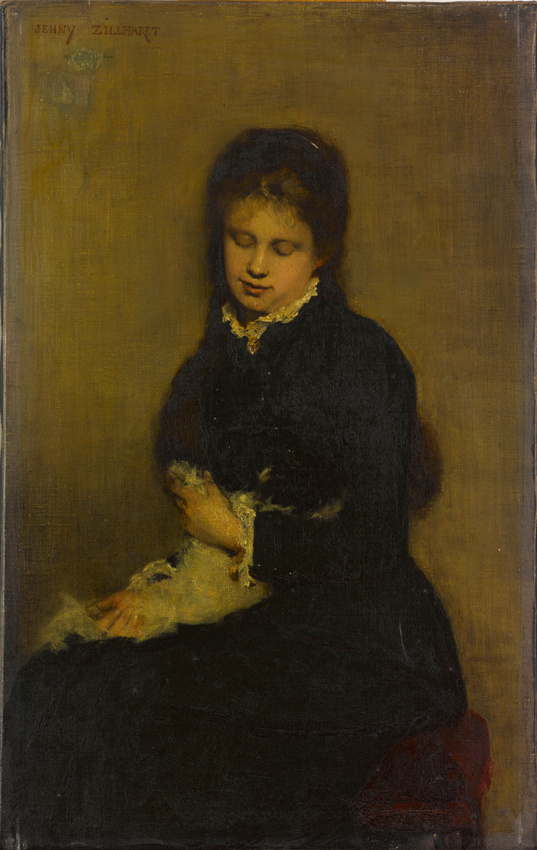
Jeune Fille au chat
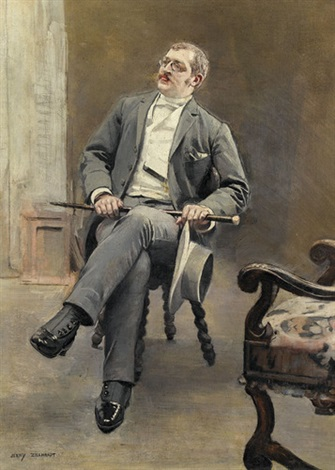
Jeune Compositeur
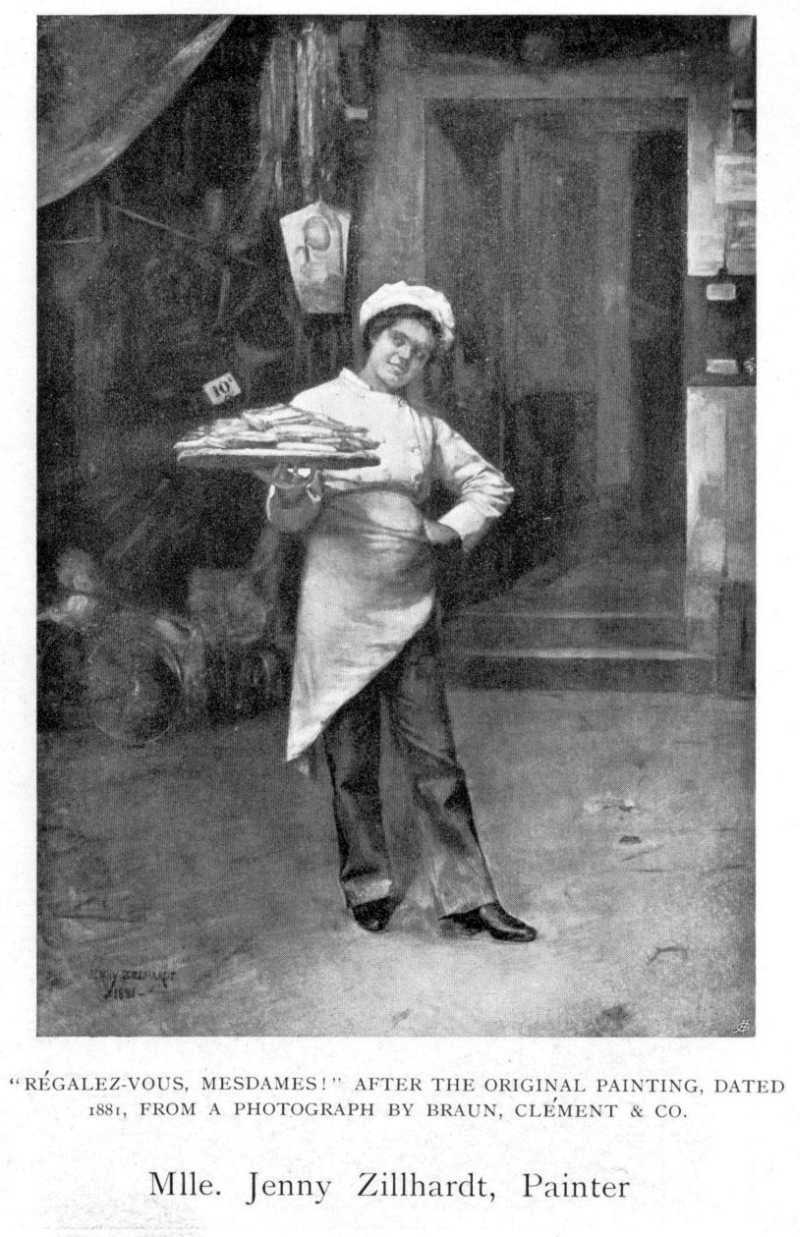
Régalez-vous mesdames (Druck aus Women Painters of the World von 1905)